# Farol da Ponta das Contendas
Der Farol da Ponta das Contendas ist ein Leuchtturm an der Ponta das Contendas im Südosten der Azoreninsel Terceira. Er steht im Gemeindegebiet der Vila de São Sebastião im Kreis Angra do Heroísmo. Der Leuchtturm ist unter der internationalen Nummer D-2664 und der nationalen Nummer 745 registriert. Er bestrahlt die Sektoren von 
220° bis 020° weiß, von 020° bis 044° rot, von 044° bis 072° weiß und von 072° bis 093° rot. Von 073° bis 079° ist sein Licht verdeckt.

## Beschreibung
Der viereckige gemauerte Turm steht im Zentrum von vier eingeschossigen, miteinander verbundenen Gebäuden, die als Wohnbauten für die Familien der Leuchtturmwärter errichtet wurden. Die Wände dieser Gebäude sind weiß gestrichen, das Gesims des Flachdachs, der Sockel, die Fensterbänke sowie die Tür- und Fensterstürze dagegen grau. Der weiße Turm trägt eine rot gestrichene metallene Laterne mit Galerie und Wetterfahne. Der Gebäudekomplex ist von einer Steinmauer umgeben, an der sich westlich des Turms mehrere Nebengebäude befinden. Das Gebäudeensemble bietet Platz für drei Leuchtturmwärterwohnungen, zwei Lagerhäuser, ein Büro und einen Kontrollraum.
Die Küste der Ponta das Contendas und die vorgelagerten kleinen Inseln sind ein wichtiges Brutgebiet der Fluss- und der Rosenseeschwalbe. Letztere besitzt hier ihre größte Population auf den Azoren. BirdLife International weist ein 90 ha großes Gebiet als Important Bird Area PT068 „Contendas“ aus.

## Geschichte
Die portugiesische Kommission für Leuchtfeuer genehmigte am 2. März 1882 den Bau eines Leuchtturms an der Ponta das Contendas. Er sollte mit einer Optik zweiter Ordnung ausgestattet werden und einen 240° umfassenden Sektor bestrahlen. Der Generalplan zur Befeuerung der portugiesischen Küsten von 1883, der auch die Azoren berücksichtigte, sah als Standort aber die knapp sechs Kilometer nordöstlich gelegene Ponta de São Jorge vor. Nach einer Anpassung des Plans im Jahr 1902 sollte am ursprünglich vorgesehenen Standort an der Ponta das Contendas eine Optik fünfter Ordnung zum Einsatz kommen. Es dauerte aber noch bis 1926, bis das benötigte Grundstück gekauft wurde. 1928 begannen die Bauarbeiten unter Leitung von António Tomaz, wobei Mauerwerk einer alten militärischen Befestigung einbezogen wurde. Das benötigte Baumaterial wurde mit Ochsenkarren zur Baustelle transportiert. Am 1. Februar 1934 nahm der Leuchtturm seinen Betrieb auf. Er war mit einer rotierenden Optik dritter Ordnung und einer Öllampe ausgestattet. Die Tragweite betrug 32 Seemeilen. Die Kennung waren vier weiße Blitze innerhalb von 15 Sekunden. Im Zuge der Elektrifizierung des Leuchtturms wurde die Tragweite seines Lichts 1958 auf 38 Seemeilen vergrößert. 1964 wurde die Zufahrtstraße zum Leuchtturm fertiggestellt und der Anschluss an das öffentliche Wassernetz realisiert. 1983 wurde die Leistung der Lampe auf 1000 W verringert. Danach strahlte der Leuchtturm nur noch 23 Seemeilen weit. 1985 wurden zwei Rotlichtsektoren eingeführt, um auf Gefahren wie die Felseneilande Fradinhos und die Ilhéus das Cabras aufmerksam zu machen. Seit 1998 ist der Farol da Ponta das Contendas an das öffentliche Stromnetz angeschlossen.